# Damaen Kelly
Damaen Kelly (Belfast, Reino Unido, 3 de abril de 1973) es un deportista británico que compitió por Irlanda en boxeo.
Ganó una medalla de bronce en el Campeonato Mundial de Boxeo Aficionado de 1993 y una medalla de bronce en el Campeonato Europeo de Boxeo Aficionado de 1996. Participó en los Juegos Olímpicos de Atlanta 1996, ocupando el séptimo lugar en el peso mosca.
En septiembre de 1997 disputó su primera pelea como profesional. En su carrera profesional tuvo en total 26 combates, con un registro de 22 victorias y 4 derrotas.

## Palmarés internacional
| Representando a Irlanda |                     |                   |           |
| Campeonato Mundial      |                     |                   |           |
| Año                     | Lugar               | Medalla           | Categoría |
| 1993                    | Tampere (Finlandia) | Medalla de bronce | 51 kg     |
| Campeonato Europeo      |                     |                   |           |
| Año                     | Lugar               | Medalla           | Categoría |
| 1996                    | Vejle (Dinamarca)   | Medalla de bronce | 51 kg     |